# 麻見雅
麻見 雅（あさみ みやび、1月28日 - ）は日本の漫画家。血液型はB型。北海道出身。
1999年、小学館の『少女コミック』増刊8月号にて掲載された「AQUA LOVERS」でデビュー。
主に『少女コミック』にて執筆していたが、2009年からは同じく小学館からの雑誌、『プチコミック』や携帯サイト『モバイルフラワー』などへも執筆を展開している。

## 刊行作品
- ケダモノ少年少女
- 華のしずく
- ラブホな関係
- イヤ×して
- 氷のキスでとろけたい
- 熱視線
- アイドルパラダイス
- 真夜中のジュエル
- もっと♥真夜中のジュエル
- もっともっと♥真夜中のジュエル
- 大神さん家のオオカミくん
- 燃え萌えダーリン
- 永遠のジュエル
- だって好きなんだもん☆
- 乙女のおもちゃ
- ゾク♥乙女のおもちゃ
- 乙女のおもちゃ SWEET
- くちびるから溶けていく
- 溶けちゃうよ、センパイ。
- 愛玩教師
- やわ肌は淫らに求める
- 快感ドール

### オムニバス作品
- LOVE&SEX